# تامپیکو (فیلم)
«تامپیکو» (انگلیسی: Tampico (film)) فیلمی در ژانر درام است که در سال ۱۹۴۴ منتشر شد.

## بازیگران
- ادوارد جی. رابینسون
- لین باری
- آنتونیو مورنو
- مارک لارنس
- رالف برد
- روی رابرتس
- ویکتور مک‌لاگلن
- باب بیلی